# Osiem świadomości
Osiem świadomości (skt. aṣţavijñāna, chiń. 八識 bashi, kor. p'alsik, jap. hasshiki, wiet. bát thức) − termin buddyjski wyróżniający następujące rodzaje świadomości:
1. Świadomości sześciu zmysłów (w buddyzmie umysł uznany jest za szósty zmysł):
  1. wzroku
  2. słuchu
  3. zapachu
  4. smaku
  5. dotyku
  6. umysłu
2. Skalany, zanieczyszczony umysł
3. Świadomość alaya (spichlerz)

Pierwszych pięć świadomości jest związanych z pięcioma zmysłami. Szósta niejako łączy postrzeganie pięciu zmysłów w spójne obrazy oraz wydaje osądy na temat rzeczy. Siódma jest aktywnością wnioskowania, kalkulacji, tworzenia poszczególnych przedmiotów. Jest źródłem lgnięcia i pragnienia, a przez to źródłem zmysłu ja lub ego i przyczyną iluzji polegającej na tym, iż bierzemy to co się przejawia, za rzeczywiste. Świadomość alaya gromadzi karmę, działanie ciała i umysłu jednostki. Tak więc to, co pojawia się w pierwszych siedmiu świadomościach, jest gromadzone w ósmej świadomości, która z kolei stanowi podstawę funkcjonowania tych siedmiu świadomości. Z tego powodu jest nazywana również świadomością podstawy lub świadomością przyczynową.

## Zobacz
- Ajatana